# Thẩm Oánh
Thẩm Oánh (14 tháng 8 năm 1916 – 2 tháng 1 năm 1996) là một nhạc sĩ dòng nhạc tiền chiến trước 1945.

## Cuộc đời
Thẩm Oánh tên thật là Thẩm Ngọc Oánh, sinh năm 1916 trong một gia đình trung lưu ở Hà Nội. Thuở nhỏ học nhạc qua sách viết bằng tiếng Pháp.
Năm 18 tuổi, ông bắt đầu dạy nhạc tại vài trường trung học như Chu Văn An, Nguyễn Trãi, Trưng Vương.
Năm 1945, ông thành lập đài phát thanh Hà Nội (thay cho đài của Pháp trước đó).
Năm 1946, Thẩm Oánh nhận chức Thư ký và vợ nhận chức Thủ quỹ cho Đoàn Âm nhạc của Hội Văn hóa cứu quốc Việt Nam là cơ quan lập ra Trung Ương Nhạc Viện Việt Nam. Trường này chỉ tồn tại một thời gian ngắn tới khi toàn quốc kháng chiến.
Là Giám đốc Đài phát thanh Hà Nội, viên chức nhà nước dưới thời Nguyễn Văn Xuân và Bảo Đại, Thẩm Oánh di cư vào Nam vì thấy khó sinh sống và làm việc trong nước Việt Nam Dân Chủ Cộng Hòa sau 1954.
Năm 1955, ông giữ chức Giám đốc trường Ca-vũ-nhạc phổ thông Sài Gòn cho đến khi trường đóng cửa năm 1958. Ông còn dạy xướng âm pháp và nhạc lý tại Trường Quốc gia Âm nhạc và Kịch nghệ Sài Gòn và giữ chức Phó hội trưởng Việt Nam Nhạc Hội, chủ bút nguyệt san Việt Nhạc.
Thẩm Oánh cùng gia đình sang định cư tại vùng thủ đô Washington, D.C. vào năm 1991. Vợ ông, bà Tô Anh Đào cũng là một nhạc sĩ và là em họ của cố nhạc sĩ Dương Thiệu Tước. Hai người quen biết nhau vào năm 1938 qua sự giới thiệu của nhạc sĩ Dương Thiệu Tước, và thành hôn vào năm 1948. Hai ngừoi có một ngừoi con trai tên là Thẩm Tô Nam học Chu Vản An Saigon từ 1971-1973.  Vào tháng 4 năm 1993, Hội Cựu Nữ Sinh Trưng Vương vùng Washington DC đã tổ chức một đại nhạc hội với chủ đề “60 Năm Âm nhạc Thẩm Oánh”. Đồng thời đã cho phát hành tuyển tập “Nhớ Nhung” để vinh danh một nhạc sĩ đã tận tụy đóng góp cho nền tân nhạc Việt Nam và cũng để tri ân một vị giáo sư đã giảng dạy âm nhạc nhiều năm tại các trường Trưng Vương, Chu Văn An và Nguyễn Trãi. Vào ngày 2 tháng 1 năm 1996, nhạc sĩ Thẩm Oánh ra đi, để lại nhiều tiếc nuối cho mọi người. Ông hưởng thọ 80 tuổi.

## Thông tin khác
1. Vợ ông là em họ của Dương Thiệu Tước.
2. Thẩm Thúy Hằng đã mượn họ của ông để làm nghệ danh (tên thật là Nguyễn Thị Minh Phụng).

## Sáng tác

### Kịch
- Quán giang hồ
- Bá Nha - Tử Kỳ
- Đoàn kết là sức mạnh

### Nhạc
- A Di Đà Phật
- Bình Định Vương Lê Lợi
- Bọt bèo
- Chu Văn An hành khúc
- Cái đinh
- Cô hàng hoa
- Chiều hè
- Chiều tưởng nhớ
- Chim gió tha phương
- Giấc Hoàng Lương
- Gió hoan ca
- Gươm thần
- Hồ xuân
- Hồn xuân
- Đào Thắm
- Hương cốm
- Hưng Đạo Vương
- Khúc yêu đương
- Mây trôi tới đâu
- Mưa khuya
- Nàng Bân
- Ngàn cánh chim về
- Người trai Việt nhớ chăng?
- Ngược dòng
- Nhà nông
- Nhà Việt Nam
- Nhạc canh trường
- Nhạc thu
- Nhạc xuân
- Nhớ nhung
- Suối huyền
- Thời chinh chiến
- Thiếu phụ Nam Xương
- Trưng Nữ Vương
- Tiền
- Tiếng khóc trong phòng the
- Trên mây
- Tôi bán đường tơ
- Tòa miếu cổ
- Việt Nam hùng tiến
- Vương tơ
- Vợ chồng Ngâu
- Xa cách muôn trùng
- Xuân về